# Hejőbába
Hejőbába – wieś i gmina w północno-wschodniej części Węgier, w pobliżu miasta Tiszaújváros.

## Położenie
Gmina leży na nizinnym obszarze Wielkiej Niziny Węgierskiej, a administracyjnie należy do powiatu (węg. kistérség) Tiszaújváros, wchodzącego w skład komitatu Borsod-Abaúj-Zemplén i jest jedną z 16 gmin tegoż powiatu.